# Хийтола
Хи́йтола (устар. русс. — Ги́тола, фин. Hiitola) — посёлок в Лахденпохском районе, входит в состав республики Карелия в России; административный центр Хийтольского сельского поселения.

## География
Посёлок расположен в Северном Приладожье на берегу реки Кокколанйоки и озера Райватталанлампи. Через посёлок проходит трасса А129 и ответвляется автодорога на Тоунан, Куянсуо, Ильме, Ринтала.
Здесь, на одноимённой железнодорожной станции, соединяются две железные дороги: Выборг — Йоэнсуу и Санкт-Петербург — Хийтола.

## История
Впервые в исторических документах (перечень земель, принадлежащих польскому королю Казимиру IV) упоминается в 1471 году под названием Гитола.
Оброчная деревня Гитола упоминается в Писцовой книге 1500 года в описании Корельского уезда Водской пятины: «Деревня Гитола надъ озеромъ надъ Гиярвомъ».
После Ливонской войны 1558—1583 годов Корела (Кексгольм) с уездом отошла Швеции. Корельский уезд оставался под властью шведского короля (Юхана III, затем Сигизмунда III) в течение 17 лет — с 1580 по 1597. По итогам русско-шведской войны 1590—1595 годов уезд отошёл Русскому царству.

В 1611 году шведские войска после продолжительной осады вновь заняли крепость. Русско-шведская война 1610—1617 годов завершилась Столбовским мирным договором, закрепившим завоевание шведов. К 1634 году был образован Кексгольмский лен. К 1651 было установлено деление лена на 9 земель.
Причём здесь остался православный приход и православная церковь неподалёку — в Тиурула. Это произошло потому, что в Тиурула были земли православного боярина Родиона Лукьяновича Лобанова, перешедшего на службу к шведскому королю Густаву II Адольфу.
В 1719 году в ходе Северной войны Петром I к России были присоединены завоёванные на западе земли, в том числе и Кексгольмский лен. Административно новые территории вошли в состав Санкт-Петербургской губернии как Выборгская провинция. По завершении в 1721 году Северной войны согласно условиям Ништадтского мирного договора Швеция признала присоединение к России Кексгольмского лена.
В 1744 году была образована Выборгская губерния, в Кексгольмский уезд которой входила Хийтола (Гитолской кирхшпиль). В 1802 году губерния была переименована в Финляндскую.
После победы России в Русско-шведской войне 1808—1809 годов Шведское королевство по Фридрихсгамскому мирному договору уступило земли Финляндии Российской империи. Вновь завоёванная область вошла в состав Российской империи как Великое княжество Финляндское. А в 1811 году по указу императора Александра I Финляндская губерния (так называемая Старая Финляндия), в которую входил и Кексгольмский уезд, была присоединена к Великому княжеству Финляндскому («Новой Финляндии»), став вновь Выборгской.
После Октябрьской революции 1917 года Великое княжество Финляндское объявило о независимости. Граница между Финляндией и РСФСР была определена Тартуским мирным договором 1920 года по окончании гражданской войны в Финляндии и первой советско-финской войны 1918—1920 годов.
В 1940 году, после советско-финской «Зимней» войны 1939—1940 годов, большая часть Выборгской губернии, в том числе и община Хийтола (фин. Hiitola) отошли к СССР.
В 1999 году в посёлке построена деревянная церковь Серафима Саровского.
До 2006 года посёлок входил в Куркиёкское сельское поселение.

## Памятники истории
В посёлке сохраняется мемориальное кладбище советских воинов, погибших в годы Великой Отечественной войны. На кладбище захоронено более 60 солдат и офицеров 23-й армии Северного (Ленинградского) фронта.

## Население
| 2002 | 2009 | 2010 | 2013 |
| ---- | ---- | ---- | ---- |
| 1108 | ↘827 | ↘688 | ↘655 |

## Улицы Хийтолы
- 8 Марта ул;
- Больничная ул;
- Вокзальная ул;
- Выборгская ветка ул;
- Гагарина ул;
- Зелёная ул;
- Комсомольская ул;
- Куркиёкское ш;
- Ленина ул;
- Ленинградская ул;
- Лесная ул;
- Новая ул;
- Победа ул;
- Приозерская Б. ул;
- Приозерская М. ул;
- Скалистая ул;
- Советская ул;
- Совхозная ул;
- Полевая ул;
- Школьная ул.

## Объездная дорога
В октябре 2013 года сдан в эксплуатацию транспортный объезд посёлка Хийтола (18 км). С этого времени транзитный поток автомобилей, движущихся между Лахденпохьей и Приозерском, обходит посёлок.